# Laurent Roux
Pour les articles homonymes, voir Roux.
Laurent Roux est un coureur cycliste français, né le 3 décembre 1972 à Cahors. Professionnel de 1994 à 2003, il a notamment remporté le Tour de l'Avenir en 1997 et une étape du Tour d'Italie 1998, ce qui lui a permis de porter le maillot rose de leader du classement général pendant un jour.

## Biographie

### Débuts
Il est le fils d'un éleveur de vaches du Lot. Durant sa carrière amateur, il remporte le Tour du Tarn-et-Garonne et la Ronde de l'Isard en 1992, et le championnat de France militaire en 1993.
Il devient cycliste professionnel en 1994 dans l'équipe française Castorama, dans laquelle il a été stagiaire en 1993. Durant cette saison, il est vainqueur de La Côte Picarde, course du calendrier national, et se classe 2e de la Classique des Alpes, 3e du Tour du Limousin, 5e de Paris-Nice, 9e du Tour de l'Avenir. En août, il est sélectionné en équipe de France pour les championnats du monde sur route à Agrigento en Italie. Il y prend la 55e place de la course en ligne, remporté par le Français Luc Leblanc, devant l'Italien Claudio Chiappucci et un autre Français, Richard Virenque. En 1995, Laurent Roux remporte une étape du Tour de l'Avenir, dont il prend la troisième place finale. Il est également troisième du Tour du Poitou-Charentes. Il participe à nouveau aux championnats du monde avec l'équipe de France, en octobre, à Duitama en Colombie.

### Victoires et suspensions
En 1996, il est recruté par l'équipe néerlandaise TVM-Farm Frites. Il participe une première fois au Tour d'Italie (42e) et au Tour de France (44e). Vainqueur d'étapes de la Route du Sud et du Tour de l'Avenir, il est vice-champion de France derrière Stéphane Heulot. En octobre, il connaît sa troisième sélection consécutive en équipe de France pour les championnats du monde, qui ont lieu à Lugano en Suisse. À l'issue de cette saison, son contrat avec TVM est prolongé de deux ans, jusqu'à la fin de l'année 1998.
Laurent Roux obtient plusieurs places d'honneur en début de saison puis au printemps 1997. Sixième de l'Étoile de Bessèges en février, il se classe 4e de l'Amstel Gold Race et 19e de Liège-Bastogne-Liège, deux manches de la Coupe du monde, en avril. Il est ensuite 4e du Grand Prix de Francfort et 3e du Trophée des grimpeurs en mai. En juin, il gagne la Classique des Alpes et une étape de la Route du Sud. Il prend la 23e place de son deuxième Tour de France. Il gagne ensuite le Tour de l'Avenir, course par étapes désormais réservée aux coureurs de moins de 25 ans. Il y prend la première place du classement général lors de l'avant-dernière étape, qu'il gagne à Piau-Engaly. Au début du mois d'octobre, il remporte Paris-Bourges, puis participe pour la quatrième et dernière fois aux championnats du monde, à Saint-Sébastien en Espagne. Il termine 44e de la course en ligne, remportée par Laurent Brochard. À l'issue de cette saison, close par une 14e place au Tour de Lombardie, Laurent Roux est 37e au classement UCI, le meilleur classement de fin de saison de sa carrière. En 1998, il remporte la 12e étape du Tour d'Italie à Carpi, et porte le lendemain le maillot rose de leader au classement général. En juillet, pendant le Tour de France marqué par l'affaire Festina, la police française trouve des « produits dopants et masquants dans les camions de TVM et dans un hôtel de Pamiers où [séjourne] l'équipe ». Cette découverte relance une enquête débutée en mars 1998, « par la saisie de 104 doses d'EPO (érythropoïétine) à bord d'un véhicule de l'équipe néerlandaise par les douanes près de Reims ». Laurent Roux a alors déjà quitté la course, lors de la 10e étape. Au matin de la 19e étape, à La Chaux-de-Fond, les cinq derniers membres de l'équipe encore en course décident de ne pas prendre le départ. En 2001, le directeur sportif et le médecin de l'équipe, Cees Priem et Andreï Mikhaïlov, sont condamnés respectivement à 18 et 6 mois de prison avec sursis pour des faits de « dopage organisé ».
En 1999, Laurent Roux court dans l'équipe française Casino-AG2R. Il se classe 5e de l'Amstel Gold Race et dixième de Liège-Bastogne-Liège. Le 1er mai, il remporte le Trophée des grimpeurs. Il est ensuite mis à pied par son équipe, à la suite de la révélation par le journal L'Équipe de son contrôle antidopage positif à l'amphétamine lors de la Flèche wallonne. Trois mois plus tard, une suspension de 6 mois est prononcée à son encontre, et il est licencié par son équipe.
En 2000, Laurent Roux est membre de l'équipe italienne Mobilvetta Design-Rossin, avec laquelle il est autorisé à courir à partir du 1er avril, à l'issue de sa suspension.
En mars 2001, il revient dans une équipe française, Jean Delatour. En juin, il remporte une étape de la Route du Sud, dont il prend la sixième place finale, et une étape du Critérium du Dauphiné libéré, ce qui lui permet d'occuper pendant une journée la tête du classement général. Il participe en juillet au Tour de France. Troisième de la 7e étape à Colmar, il s'illustre lors de la dixième étape, qui s'achève à l'Alpe d'Huez. Échappé en compagnie de Antonio Tauler et Eladio Jiménez, il franchit en tête le col de la Madeleine puis part seul dans l'ascension vers le col du Glandon. Il est rattrapé dans les lacets menant à l'Alpe d'Huez et termine à la septième place de l'étape, 4 minutes après le vainqueur Lance Armstrong. Il s'empare à cette occasion du maillot à pois de meilleur grimpeur. Il le garde trois jours. Il termine le Tour à la troisième place du classement de la montagne et à la 50e place du classement général. En mai 2002, il est mis à pied par son équipe après la révélation d'un contrôle antidopage positif à l'amphétamine, le 27 avril 2002, la veille du départ du Tour de Vendée,.
En 2003, il rejoint l'équipe Flanders-iTeamNova. En mai, le Tribunal arbitral du sport, saisi par l'Union cycliste internationale (UCI), prononce à son encontre une suspension de 4 ans pour dopage. La Fédération française de cyclisme (FFC) n'avait pas suspendu Laurent Roux pour le contrôle antidopage positif à l'amphétamine de 2002, « [estimant] contraire à la législation française ce contrôle » diligenté par l'UCI. Cette suspension met fin à la carrière de coureur de Laurent Roux.

### Condamnation et reconversion
Laurent Roux a été condamné à 4 ans de suspension et de 2 600 euros d'amende pour affaire de dopage aux amphétamines en 2003, ce qui mit fin à sa carrière professionnelle. À la suite d'une enquête de justice dans le milieu amateur en 2005, son frère et lui ont été inculpés en tant que revendeurs de produits dopants (« pots belges ») dans la région de Cahors. En juin 2006, il est condamné par le Tribunal correctionnel de Bordeaux à une peine de prison de 30 mois, dont 20 avec sursis. Il avait été incarcéré à la prison de Gradignan de janvier à septembre 2005. À l'occasion d'un reportage réalisé à la suite des aveux de dopage de Lance Armstrong, Laurent Roux admet avoir consommé de la testostérone lors du Tour de France 2001, reportage dans lequel il affirme aussi qu'il aurait sans doute « fait la même chose » que le septuple vainqueur du tour de France, s'il avait eu accès aux mêmes substances. Il a reconnu aussi avoir pris de l'EPO dès 1996.
Laurent Roux s'est reconverti dans l'élevage bovin, à Goujounac, après avoir passé un Bac pro agricole. Le 23 décembre 2013, un incendie anéantit la paille qu'il avait stockée dans un hangar du Gers. En 2020, la presse rapporte ses difficultés financières.

### Goujounac
Son père, Jacques (1948-2021), était maire de Goujounac.

## Palmarès

### Palmarès amateur
| - 1990 - Soulor-Aubisque - 1991 - Ronde du Sidobre - Trio normand (avec Philippe Gaumont et Pascal Pfinder) - 2e du championnat de Midi-Pyrénées - 2e du Grand Prix de Puy-l'Évêque - 3e des Boucles de la Cère - 1992 - Grand Prix des Fêtes de Cénac-et-Saint-Julien - Tour du Tarn-et-Garonne : - Classement général - 3e étape (contre-la-montre) - Ronde de l'Isard : - Classement général - 3 étapes - Montpellier-Barcelone - 2e du Circuit méditerranéen - 2e des Boucles catalanes - 2e du Circuit des Vins du Blayais - 2e de la Ronde du Sidobre - 2e du Grand Prix d'Oradour-sur-Vayres - 3e des Boucles du Tarn | - 1993 - Champion de France militaires - Champion de Midi-Pyrénées - Tour de Bigorre - Grand Prix de la Tomate - 2e étapes du Tour des régions italiennes - 2e du Tour du Loir-et-Cher - 2e du Tour des régions italiennes - 2e du Tour de la Dordogne |  |

### Palmarès professionnel
| - 1994 - Tour de la Côte picarde - 2e de la Classique des Alpes - 3e du Tour du Limousin - 5e de Paris-Nice - 1995 - 8e étape du Tour de l'Avenir - 3e du Tour de l'Avenir - 3e du Tour du Poitou-Charentes - 1996 - 2eb étape de la Route du Sud - Grand Prix des Marbriers - 8e et 9e étapes du Tour de l'Avenir - 2e du championnat de France sur route - 1997 - Classique des Alpes - Tour de l'Avenir : - Classement général - 8e étape - Paris-Bourges - 3e étape de la Route du Sud - 3e du Trophée des grimpeurs - 4e de l'Amstel Gold Race | - 1998 - 13e étape du Tour d'Italie - 1999 - Trophée des grimpeurs - 4e étape de Paris-Nice - 5e de l'Amstel Gold Race - 10e de Liège-Bastogne-Liège - 2001 - 2e étape du Critérium du Dauphiné libéré - 3e étape de la Route du Sud |  |

## Résultats sur les grands tours

### Tour de France
4 participations
- 1996 : 44e
- 1997 : 23e
- 1998 : abandon (10e étape)
- 2001 : 50e

### Tour d'Italie
2 participations
- 1996 : 42e
- 1998 : 28e, vainqueur de la 13e étape,  maillot rose pendant une étape

## Filmographie
Un documentaire sur son parcours, Changement de Roux, réalisé et produit par La Bordure, est sorti en juillet 2017.